# Escudo de Ávila
El escudo de Ávila posee la siguiente descripción heráldica:

«Escudo enmarcado sobre cartela. En campo de gules, el cimorro de la Catedral, mazonado en su color, por el que asoma un rey niño que esgrime una espada en su mano diestra y una bola del mundo en la siniestra.»
Ayuntamiento de Ávila

Según el Ayuntamiento de Ávila este escudo fue entregado por Alfonso VII al Concejo de Ávila entre los años 1130-1135, y originalmente consistía en una torre almenada en la que aparecía el propio Alfonso VII de niño, con la leyenda «Ávila del Rey» en su parte inferior, aludiendo a la lealtad que le prestó la ciudad a este monarca durante su minoría de edad. Más tarde, en torno a 1166, Alfonso VIII sumaría al escudo la leyenda de «Ávila de los Leales» y, antes de 1350, Alfonso XI añadiría la de «Ávila de los Caballeros». En el año 1517 se sustituyó además la torre por el cimorro de la catedral.
Otra descripción del escudo, bastante más simple, es la siguiente:

«Escudo de Ávila (Catedral de Ávila con el Rey D. Alfonso VII)»
Medallas españolas, 2005

Otras fuentes reinciden en la idea de que el escudo representa el ábside murado y almenado de la catedral, desde el cual se controla la puerta del Peso de la Harina.
La descripción heráldica del escudo usado en actualidad por la ciudad vendría a ser la de un escudo de forma española, en campo de gules el ábside o cimorro de la catedral de Ávila en plata, mazonada de sable y aclarada de lo mismo; en el pasillo de ronda del cimorro asoma una representación del rey Alfonso VII en su color natural, vestido de azur con manto de armiño, portando una corona de oro, una espada de plata en su diestra y un orbe de azur y oro en su siniestra; rodeando a la catedral figura la leyenda, escrita en letras de sable, «Ávila del Rey – De los leales – De los caballeros».